# فاغر (جنس سحالي)
الفاغر أو المُتَثَفِّنَة (الاسم العلمي: Heloderma)، جنس سحالي كبيرة مكتنزة، بطيئة الحركة وتفضل المناخات شبه القاحلة. ذيولها قصيرة وتُستخدم كأعضاء لتخزين الدهون. وهو الجنس الوحيد الحي في فصيلة الفاغرات.